# Roth (Marktleugast)
Roth ist ein Gemeindeteil des Marktes Marktleugast im Landkreis Kulmbach (Oberfranken, Bayern). Roth liegt in der Gemarkung Marienweiher.

## Geografie
Der Weiler liegt im Tal eines namenlosen rechten Zuflusses des Stammbaches und ist im Norden wie im Süden von bewaldeten Anhöhen des  Frankenwaldes umgeben. Die Kreisstraße KU 27/HO 21 führt nach Stammbach (1,5 km südöstlich) bzw. nach Steinbach (1,7 km westlich).

## Geschichte
Der Ort erschien in einem Brief des Bamberger Bischofs Albrecht von Wertheim im Jahre 1406 mit dem Namen „Rode“ als Wüstung.
Gegen Ende des 18. Jahrhunderts bestand Roth aus 5 Anwesen (3 Sölden, 2 Tropfhäuser, 1 Jägerhaus). Das Hochgericht übte das bambergische Centamt Marktschorgast aus. Die Grundherrschaft oblag dem Kastenamt Stadtsteinach.
Mit dem Gemeindeedikt wurde Roth dem 1812 gebildeten Steuerdistrikt Marienweiher und der im selben Jahr gebildeten Gemeinde Marienweiher zugewiesen. Im Zuge der Gebietsreform in Bayern wurde Roth am 1. Januar 1977 in die Gemeinde Marktleugast eingegliedert.

### Ehemaliges Kunstdenkmal
- Haus Nr. 27: Zweigeschossiges, verputzt massives Wohnstallhaus mit Satteldach;  das Obergeschoss wurde in jüngerer Zeit massiv ausgebaut, der Giebel ist aus verschiefertem Ständerwerk, der Stallteil von 1906; Fenster- und Türrahmungen sind aus Sandstein, das Haustürgewände hat Zierpilaster, einen profilierten Sturz mit geschwungener Untersicht und einen Scheitelstein, der mit „JP / 1775“ (Johann Pezold) bezeichnet ist.[8] Das Haus listete Karl-Ludwig Lippert in dem Buch Landkreis Stadtsteinach von 1964 mit seiner ursprünglichen Hausnummer von Steinbach als Kunstdenkmal auf. Es ist in der Denkmalschutzliste nicht aufgeführt, da es entweder nicht aufgenommen, abgebrochen oder stark verändert wurde.

### Einwohnerentwicklung
| Jahr      | 001818 | 001819 | 001861 | 001871 | 001885 | 001900 | 001925 | 001950 | 001961 | 001970 | 001987 |
| Einwohner |        | *      | *      | 17     | 25     | 31     | 10     | 24     | 11     | 15     | 8      |
| Häuser    | 2      |        |        |        | 3      | 3      | 3      | 3      | 3      |        | 3      |
| Quelle    | [ 7 ]  | [ 10 ] | [ 11 ] | [ 12 ] | [ 13 ] | [ 14 ] | [ 15 ] | [ 16 ] | [ 17 ] | [ 18 ] | [ 1 ]  |

## Religion
Roth ist katholisch geprägt und war ursprünglich nach St. Bartholomäus und Martin (Marktleugast) gepfarrt. Seit dem 19. Jahrhundert gehören die Katholiken zur Pfarrei Mariä Heimsuchung in Marienweiher.